# Iris crocea
Iris crocea är en irisväxtart som beskrevs av Venceslas Victor Jacquemont och Robert Crichton Foster. Iris crocea ingår i släktet irisar, och familjen irisväxter. Inga underarter finns listade i Catalogue of Life.